# Читање с листа
Читање први пут виђеног нотног текста музичари зову читање с листа (итал. prima vista, што значи на први поглед).
Искусни музичари могу читати нотни текст и без инструмента, самим гледањем у ноте. Њихов унутрашњи слух ноте које посматрају одмах претвара у тонове које они чују у дубини свога бића. 
Ова научена техника читање с листа је (као и транспозиција) нарочито потребна оркестарским музичарима. Њима се обично пре пробе поделе штимови (нотне деонице које треба да свирају), па их они мало просвирају и после тога почиње заједничка проба – групно свирање.

## Како се вежба читање с листа
Само стрпљивим вежбањемстиче се лако читање нотног текста као што се чита обичан, словни текст.
Почиње се врло једноставним нотним материјалом, на следећи начин: 
1. Прво се погледа нотни текст (предзнаци, тоналитет, врста такта, технички проблеми и др.) и одреди се темпо у коме ће се композиција свирати. Ако се у току свирања погреши, не враћа се да би се исправила грешка, већ се настави са свирањем до краја.
2. Сада се врати на погрешено место, анализира се и поново се одсвира цео нотни материјал у истом темпу.
3. Исти текст се одсвира и по трећи пут, само сада у нешто бржем темпу (онолико брзо да сви елементи доброг свирања могу да се контролишу).
Касније се прелази на вежбање тежих нотних текстова по истом датом редоследу — и то у оквиру временски одеђеног дневног вежбања читања с листа. Оваквим редовним радом, практикант временом увиђа да му нови нотни текст уопште не представља проблем.